# Tricentroides
Tricentroides är ett släkte av insekter. Tricentroides ingår i familjen hornstritar.
Kladogram enligt Catalogue of Life:
| Tricentroides | \| \| Tricentroides orcus \| \| \| \| \| \| Tricentroides propria \| \| \| \| |
|               | \| \| Tricentroides orcus \| \| \| \| \| \| Tricentroides propria \| \| \| \| |
|               | Tricentroides orcus                                                           |
|               |                                                                               |
|               | Tricentroides propria                                                         |
|               |                                                                               |